# Гарден Вју (Пенсилванија)
Гарден Вју (енгл. Garden View) насељено је место без административног статуса у америчкој савезној држави Пенсилванија.

## Демографија
По попису из 2010. године број становника је 2.503, што је 176 (-6,6%) становника мање него 2000. године.
| Група             | 2000.         | 2010.         |
| Белци             | 2.562 (95,6%) | 2.393 (95,6%) |
| Афроамериканци    | 30 (1,1%)     | 35 (1,4%)     |
| Азијати           | 36 (1,3%)     | 17 (0,7%)     |
| Хиспаноамериканци | 12 (0,4%)     | 24 (1,0%)     |
| Укупно            | 2.679         | 2.503         |